# Xyris guaranitica
Xyris guaranitica är en gräsväxtart som beskrevs av Gustaf Oskar Andersson Malme. Xyris guaranitica ingår i släktet Xyris och familjen Xyridaceae. Inga underarter finns listade i Catalogue of Life.